# Asamblea del Año XIII
La Asamblea del Año XIII, también conocida como Asamblea General Constituyente y Soberana del Año 1813, fue un congreso de diputados de las Provincias Unidas del Río de la Plata convocado por el Segundo Triunvirato, que sesionó en Buenos Aires desde el 31 de enero de 1813 hasta el 24 de enero de 1815. Sus objetivos eran que los representantes de los pueblos libres reconocieran la soberanía del pueblo, proclamaran la independencia de las Provincias Unidas y redactaran una constitución que definiese el sistema institucional del nuevo estado. Si bien estas dos últimas finalidades no se cumplieron, la asamblea estableció una importante cantidad de reformas en las instituciones rioplatenses y entre otras medidas estableció la celebración del 25 de mayo como fiesta cívica, eliminó la imagen de Fernando VII de las monedas y documentos oficiales, declaró el principio de la soberanía del pueblo, encargó la composición de un himno nacional, dictó la libertad de vientres de las esclavas, suprimió los títulos de nobleza, derogó el servicio personal de los indios, abolió la Inquisición, suprimió la práctica de la tortura y proclamó la libertad de prensa.

## Orígenes
La idea de convocar una asamblea de diputados que representara a los pueblos de las Provincias Unidas del Río de la Plata a fin de hacer efectivo el principio de la soberanía popular y, sobre la base de ella, la consecuente declaración de la independencia del rey de España fue una constante a partir de la Revolución de Mayo de 1810.
El surgimiento del Segundo Triunvirato como consecuencia de los acontecimientos políticos que se desencadenaron debido al triunfo revolucionario en la batalla de Tucumán, sumados a los esfuerzos de la Logia Lautaro fueron fundamentales para efectivizar la convocatoria de la Asamblea del Año XIII.

## Diputados
A fin de constituir la Asamblea del Año XIII, rápidamente el Segundo Triunvirato, el 24 de octubre de 1812, decretó la cantidad de diputados que le correspondería, en razón de su importancia, a la capital —Buenos Aires—, a las capitales de cada provincia o intendencia y a cada ciudad dependiente, con excepción de San Miguel de Tucumán, que eligió dos diputados, en recompensa por el reciente triunfo sobre el ejército realista.

Artículo 6°. Esta Capital tendrá cuatro Diputados por su mayor población é importancia política; las demás Capitales de Provincia nombrarán dos y uno cada ciudad de su dependencia, á escepcion de Tucuman, que podrá á discreción concurrir con 2 Diputados á la Asamblea.
Decreto de convocatoria a elecciones

Cumpliendo con el decreto de los triunviros fueron elegidos los siguientes diputados en el territorio de las Provincias del Río de la Plata:
- Por Buenos Aires: Hipólito Vieytes, Valentín Gómez, Vicente López y Planes y José Julián Pérez (al integrarse al Triunvirato fue sustituido el 27 de febrero de 1813 por Manuel de Luzuriaga);
- Por Salta: Pedro Agrelo y José Moldes;
- Por Córdoba: Juan Larrea (al ser elegido como triunviro el 5 de noviembre de 1813, fue remplazado por José Gregorio Baigorrí, que se incorporó el 25 de agosto de 1814, renunciando el 14 de enero de 1815)[2] y Gervasio Posadas (al ser elegido triunviro el 19 de agosto de 1813, fue designado Miguel Calixto del Corro, pero su diploma no fue aceptado y se nombró a Agustín Pío de Elía, quien se incorporó el 21 de enero de 1814);
- Por Corrientes: Carlos de Alvear (renunció el 4 de junio de 1813[3] y fue remplazado por Francisco Ortiz, quien se incorporó el 18 de agosto de 1813);
- Por San Juan: Tomás Antonio Valle;
- Por Mendoza: Bernardo Monteagudo;
- Por Santiago del Estero: Mariano Perdriel;
- Por Catamarca: José Fermín Sarmiento;
- Por La Rioja: José Ugarteche;
- Por Tucumán: Nicolás Laguna (incorporado el 23 de febrero de 1813) y Juan Ramón Balcarce;
- Por San Luis: Agustín José Donado;
- Por Jujuy: Pedro Pablo Vidal;
- Por Entre Ríos: Ramón Eduardo Anchoris (incorporado el 22 de abril de 1813);
- Por Santa Fe: José Amenábar (incorporado el 22 de febrero de 1813);
- Por Luján: Francisco Javier Argerich.
- Por Chuquisaca: José Mariano Serrano y Ángel Mariano Toro (elegidos el 12 de julio de 1813 e incorporados el 25 de agosto de 1814);
- Por Potosí: Simón Diez de Ramila y Gregorio Ferreira (elegidos el 12 de julio de 1813 e incorporados el 25 de agosto de 1814);
- Por Mizque: Pedro Ignacio de Rivera (incorporado el 15 de octubre de 1813).
- Por Montevideo: Pedro Fabián Pérez y Pedro Feliciano Cavia (elegidos el 19 de octubre de 1814, se incorporaron el 5 de enero de 1815)
- Por Maldonado: Dámaso Gómez Fonseca (incorporado el 9 de abril de 1813)

Los diputados que representaron a las provincias del Alto Perú fueron elegidos bajo la protección del Ejército Auxiliar y de las republiquetas. El 29 de julio de 1813 fue enviada una circular perentoria a los gobernadores intendentes de Potosí y de Cochabamba, al presidente de Charcas, y a los tenientes gobernadores de Santa Cruz de la Sierra y de Tarija, para que aceleraran la elección de los diputados, ordenándose al general Manuel Belgrano que la hiciese cumplir.
No lograron incorporarse a la asamblea:
- Por Santa Cruz de la Sierra: Antonio Suárez y Cosme Damián Urtubey (elegidos el 26 de septiembre de 1813);[6]
- Por Cochabamba: José Miguel de Cabrera y Andrés Pardo de Figueroa[7] (elegidos el 2 de septiembre de 1813).

## El rechazo de los diputados orientales

Territorios de las Provincias Unidas que eligieron diputados a la Asamblea del Año XIII.

Una de las primeras medidas anunciadas por la Asamblea del Año XIII fue la de declarar a los diputados como del pueblo "de la Nación", y no, "de las provincias". Además, negó el derecho de los cabildos que los habían nombrado a reemplazarlos; era un paso importante hacia un régimen de estado unitario o centralizado, manteniendo el sistema hasta ese entonces vigente.
En consonancia con esta medida, el 5 de marzo de 1813 la Asamblea suspendió la incorporación de los diputados de la Banda Oriental, elegidos el 21 de abril de 1813 en el Congreso de Tres Cruces bajo el liderazgo de José Gervasio Artigas, expresando dudas sobre la falta de formalidad en la elección. Solo dos diputados habían sido elegidos por los cabildos como se había ordenado, el resto lo eran por el congreso provincial reunido en Tres Cruces. La historiografía tradicional uruguaya considera que la razón fue que se negaba a incorporar a los diputados que llegaban con las instrucciones propuestas por Artigas, orientadas a declarar inmediatamente la independencia del reino de España y organizar a las provincias bajo una forma de estado confederal, organización que rompía con la centralización existente hasta ese entonces.
Los seis diputados orientales correspondían a los seis cabildos de la provincia:
- Por Montevideo: Dámaso Larrañaga (remplazado por Tomás García de Zúñiga) y Mateo Vidal;
- Por Maldonado: Dámaso Gómez Fonseca;
- Por Canelones: Felipe Cardoso;
- Por San Juan Bautista (actual Santa Lucía) y San José: Marco Salcedo;
- Por Santo Domingo Soriano: Francisco Bruno de Rivarola .

La Asamblea envió al diputado Pedro Pablo Vidal a tratar con Artigas, pero al no lograrse acuerdo, en la sesión del 1 de junio de 1813, confirmada el 11 del mismo mes tras un pedido de revisión, se rechazó a la mayoría de los diputados orientales. Fueron exentos de esta medida los dos diputados elegidos de acuerdo a la forma prescrita, antes del Congreso de Tres Cruces, el de Maldonado Dámaso Gómez Fonseca —residente en Buenos Aires— y el de Montevideo, Dámaso Larrañaga. Sin embargo, solo se incorporó el primero, pues el segundo no concurrió a Buenos Aires extendiendo poderes para su reemplazo al enviado de Artigas, Tomás García de Zúñiga, quien a su vez retiró el pedido de incorporación.
Estas medidas fueron complicando las relaciones con Artigas, que se erigió como líder de la Banda Oriental. En definitiva, fueron pasos hacia el comienzo de las guerras civiles argentinas, que estallaron en enero de 1814 y enfrentaron a federales y unitarios por más de sesenta años.

## Sesión inaugural
El 30 de enero de 1813 se realizó una sesión preparatoria a la Asamblea del Año XIII en la cual se declaró que los 17 diputados asistentes eran suficientes y se convocó a la sesión inaugural de la Asamblea, llevada a cabo en el edificio del Consulado de Buenos Aires el 31 de enero de 1813. Se hallaban presentes los diputados: Carlos de Alvear, el presbítero Mariano Perdriel, Juan Larrea, Gervasio Posadas, José F. Sarmiento, Vicente López y Planes, Hipólito Vieytes, José Valentín Gómez, Francisco Javier Argerich, Tomás Antonio Valle, Juan Ramón Balcarce, José Ugarteche, Pedro Pablo Vidal, Bernardo Monteagudo, Agustín Donado, Pedro Agrelo y José Moldes.
La Asamblea, al asumir declaró que sus diputados eran los representantes de las provincias que se declaraban libres y unidas del Río de la Plata; que en ella residía la representación de la soberanía del pueblo; que su instalación tenía como fin dictar una constitución y finalmente eligió a su presidente y secretarios.
El Triunvirato decretó ese día:

El Supremo Poder Ejecutivo Provisorio de las Provincias Unidas del Rio de la Plata; á los que la presente viesen, oyesen y entendiesen, sabed:

Que verificada la reunión de la mayor parte de los Diputados de las Provincias libres del Rio de la Plata en la capital de Buenos Aires, é instalada en el día de hoy la Asamblea General Constituyente, ha decretado los artículos siguientes:

Art. 1.°— Que reside en ella la representación y ejercicio de la soberanía de las Provincias Unidas del Rio de la Plata, y que su tratamiento sea el de Soberano Señor, quedando el de sus individuos en particular con el Vd. llano.

Art. 2.°— Que su Presidente sea el señor Diputado de la ciudad de Corrientes, D. Carlos Alvear.

Art. 3.°— Que sus secretarios para el despacho, lo sean los señores Diputados de Buenos Aires, D. Valentín Gómez y D. Hipólito Vieytes.

(...)

Art. 5.°- Que el Poder Ejecutivo quedase delegado interinamente en las mismas personas que lo administran con el carácter de Supremo y hasta que tenga á bien disponer otra cosa, conservando el mismo tratamiento.
 (...)
Decreto de instalación y organización de la Asamblea

## Evolución
La Asamblea del Año XIII asumió la soberanía nacional, por primera vez en nombre del pueblo, y no del monarca español. En el juramento estuvo ausente el juramento de fidelidad al rey Fernando VII de España.
La Asamblea tuvo un contenido de alcance americanista o continental que quedó plasmado en el juramento que los diputados firmaron:

¿...prometen a la patria desempeñar fiel y exactamente los deberes del sublime cargo … promoviendo los derechos de la causa del país al bien y felicidad común de la América?

La Asamblea tuvo a su cargo la dirección del gobierno del Río de la Plata, y durante los primeros meses de 1813 su autoridad fue muy superior a la del Triunvirato.
Con el paso del tiempo, gracias en parte a la prédica de Bernardo de Monteagudo, la Asamblea decidió ceder la iniciativa al poder ejecutivo. Suspendió varias veces sus sesiones, dejando en libertad al Triunvirato para gobernar sin limitaciones.
A principios de 1814, la Asamblea dio un paso más en dirección a la concentración del poder en el ejecutivo, al crear el Directorio, a cargo de un poder ejecutivo unipersonal, el Director Supremo de las Provincias Unidas del Río de la Plata, para el que eligió a uno de los miembros más nuevos del Triunvirato, Gervasio Posadas, quien gobernó sin consultar casi a la Asamblea.
Desde la segunda mitad del año 1814, la Asamblea ya casi no se reunió: apenas dos veces más en el gobierno de Posadas, la segunda para elegirle un sucesor, en la persona del general Carlos María de Alvear. Bajo el gobierno de este solo se reunió una vez, solo para refrendar lo actuado por el director Supremo.
En definitiva, los objetivos para los cuales había sido convocada la Asamblea del año XIII se cumplieron solo parcialmente ya que la vuelta al trono de España del rey Fernando VII y la restauración absolutista en Europa prometió acabar con cuanto revolucionario hubiese aparecido en América y Europa. Este cambio de situación mundial fue la causa principal de la falta de declaración de la independencia y de la sanción de una constitución nacional.

## Principales disposiciones de la asamblea

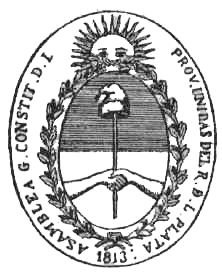
Sello de la Asamblea del Año XIII.

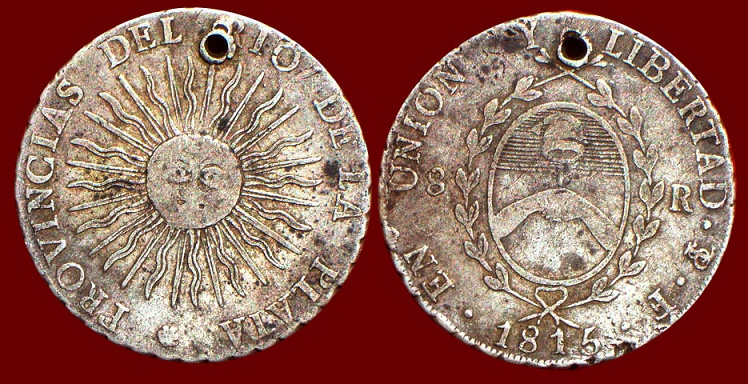
Moneda argentina acuñada en la Casa de Moneda de Potosí, 1815.

Si bien la Asamblea del Año XIII no cumplió con sus dos cometidos principales que fueron la independencia y la constitución, logró otros objetivos de gran importancia para el desarrollo de las instituciones del Río de la Plata:
- Proclamó la teoría de la representación política.
- Declaró el principio de la soberanía del pueblo.
- Resolvió la libertad de las provincias rioplatenses.
- Aprobó el uso de varios símbolos patrios:
  - Estableció el Escudo Nacional Argentino.
  - Encargó la composición del Himno Nacional Argentino.
  - Autorizó el uso de la escarapela argentina.
- Abolió el uso del escudo de Armas de España.
- Mandó a acuñar la primera moneda nacional en oro y plata en la Casa de la Moneda de Potosí.[11]
- Suprimió el uso de la efigie del rey de España sustituyéndola por el escudo nacional.
- Declaró fiesta cívica al 25 de Mayo.
- Dictó la llamada "libertad de vientres" de las esclavas, expresión que se usaba para decir que sus hijos e hijas nacerían libres, aunque ellas permanecerían esclavas.
- Puso fin al tráfico de esclavos.
- Eliminó los mayorazgos
- Suprimió los títulos de nobleza.
- Derogó el servicio personal de los indios: la encomienda, la mita y el yanaconazgo.[12]
- Libró a los indios de la obligación de pagar el tributo.
- Abolió la Inquisición.
- Determinó que la religión católica era el culto oficial del Estado.
- Declaró la libertad de cultos.
- Estableció el patronato.
- Aprobó un estatuto reglamentario, que reemplazó al poder ejecutivo colegiado, el Triunvirato, por uno unipersonal, el Directorio.
- Promulgó el Reglamento de Justicia, creando las Cámaras de Apelaciones.
- Suprimió la práctica de la tortura y quemó los elementos de tortura en las plazas públicas.
- Declaró una amnistía para los expatriados por causas políticas.
- Proclamó la libertad de imprenta.
- Ordenó realizar un censo nacional.
- Otorgó franquicias para el comercio.

En relación con el problema de la esclavitud, los diputados promotores de su abolición anunciaron que su primera medida sería la liberación de todos los esclavos en el territorio nacional. Este anuncio provocó las airadas protestas del Brasil, el principal beneficiario del comercio negrero de América del Sur, ya que muchos de sus propios esclavos se fugarían hacia el territorio rioplatense.[cita requerida] En consecuencia, se dictó solo la ley de libertad de vientres: se declararon libres los hijos de los esclavos nacidos en territorio de las Provincias Unidas después del 31 de enero de 1813. 
Sin embargo, el gobernador intendente de Santa Cruz de la Sierra, Cnel. Ignacio Warnes, el 15 de marzo de 1814 dispuso que todo esclavo negro o mulato, que sentara en plaza Santa Cruz, quedara automáticamente libre; con ellos formó el batallón de Infantería Pardos y Morenos, conocidos como los "Pardos Libres". La esclavitud se aboliría definitivamente con la sanción de la Constitución Argentina de 1853, en las provincias interiores, y en 1861 en la provincia de Buenos Aires.

## Proyectos constitucionales
Si bien la Asamblea del Año XIII no logró sancionar una constitución, ante ella se presentaron dos proyectos constitucionales. El primero fue redactado por la Sociedad Patriótica y el segundo, por una "comisión oficial" nombrada a tal efecto por el Segundo Triunvirato. Estos dos proyectos presentados a la Asamblea tenían en común la división de poderes, la forma de estado unitario y la forma de gobierno republicana.
Además hubo otros dos proyectos constitucionales, ambos anónimos. El primero de ellos era similar al de la "comisión oficial" y el último adoptaba como forma de estado el federalismo.
A pesar de que la Asamblea fue convocada con el fin primordial de sancionar una constitución, no trató ninguno de los cuatro proyectos constitucionales.

## Última sesión y Revolución de las Fontezuelas
En la última sesión de la Asamblea del Año XIII, celebrada el 26 de enero de 1815, se hallaban presentes los siguientes diputados: Nicolás Laguna (Presidente, diputado por Tucumán), Pedro Ignacio Rivera (Vicepresidente, diputado de Mizque), Valentín Gómez (por Buenos Aires), Tomás Antonio Valle (por San Juan), Francisco Ortiz (por Corrientes), Ramón Eduardo Anchoris (por Entre Ríos), Francisco Javier Argerich (por la villa de Luján), Pedro Fabián Pérez (por Montevideo), Bernardo Monteagudo (por Mendoza), José Fermín Sarmiento (por Catamarca), Pedro Feliciano de Cavia (por Montevideo), Mariano Perdriel (por Santiago del Estero), Agustín José Donado (por San Luis), Manuel de Luzuriaga (por Buenos Aires), José Amenábar (por Santa Fe), Hipólito Vieytes (secretario, diputado por Buenos Aires), Vicente López y Planes (secretario, diputado por Buenos Aires).
Desde entonces, y durante el resto del gobierno central unitario del Directorio de Carlos María de Alvear, la Asamblea no volvió a reunirse. Fue oficialmente disuelta a raíz del golpe del 18 de abril de 1815 llamado "Revolución de las Fontezuelas" (ya que fue en la posta de Fontezuelas, cerca de la actual ciudad de Pergamino) de las fuerzas militares enviadas por el gobierno de Buenos Aires para reprimir el interior y en especial a su principal enemigo José Gervasio Artigas (líder oriental de la Liga de los Pueblos Libres que ocupaba la Banda Oriental del Uruguay, Entre Ríos, Santa Fe, Corrientes y parte de Córdoba), encabezadas por el coronel arequipeño Ignacio Álvarez Thomas. Dicho golpe de Estado fue acompañado y reforzado por una asonada popular organizada en las calles de la ciudad de Buenos Aires. Álvarez Thomas había acordado con representantes de Artigas un entendimiento de no agresión. La movilización callejera irrumpió nuevamente en la escena política.

## Períodos y autoridades
El primer período de la Asamblea del Año XIII, iniciado el 31 de enero de 1813, finalizó el 8 de septiembre de 1813, contabilizando 84 sesiones. El segundo período, desde el 1 de octubre de 1813 al 18 de noviembre de 1813, y contabilizó 10 sesiones. El tercer período, del 21 de enero de 1814 al 8 de febrero de 1814, totalizó 7 sesiones. El cuarto período fue extraordinario y prórroga del tercero, totalizó 5 sesiones desde el 25 de agosto al 31 de agosto de 1814. El quinto período también fue una prórroga del tercero y tuvo 5 sesiones desde el 5 de enero al 26 de enero de 1815.

### Presidentes
- Primer período (fecha de elección)
  - 31 de enero de 1813: Carlos María de Alvear
  - 3 de marzo de 1813: Tomás Antonio Valle
  - 1 de abril de 1813: Pedro José Agrelo
  - 30 de abril de 1813: Juan Larrea
  - 1 de junio de 1813: Vicente López y Planes
  - 30 de julio de 1813: Gervasio Antonio Posadas
  - 30 de julio de 1813: Ramón Eduardo de Anchoris
  - 1 de septiembre de 1813: Pedro Pablo Vidal

Final del 1° período: 8 de septiembre de 1813
- Segundo período (fecha de elección)
  - 1 de octubre de 1813: Tomás Antonio Valle
  - 29 de octubre de 1813: José Moldes

Final del 2° período: 8 de noviembre de 1813
- Tercer período (fecha de elección)
  - 21 de enero de 1814: Valentín Gómez

Final del 3° período: 8 de febrero de 1814
- Cuarto período (fecha de elección)
  - 25 de agosto de 1814: Tomás Antonio Valle

Final del 4° período: 31 de agosto de 1814
- Quinto período (fecha de elección)
  - 5 de enero de 1815: Nicolás Laguna

Final del 5° período: 26 de enero de 1815

### Vicepresidentes
- Primer período (fecha de elección)
  - 31 de enero de 1813: José Gervasio de Posadas
  - 3 de marzo de 1813: José Moldes
  - 1 de abril de 1813: Vicente López y Planes
  - 30 de abril de 1813: Dámaso Gómez Fonseca
  - 1 de junio de 1813: Pedro Pablo Vidal
  - 30 de julio de 1813: José Pedro de Ugarteche
  - 30 de julio de 1813: Bernardo de Monteagudo
  - 1 de septiembre de 1813: Nicolás Laguna

Final del 1° período: 8 de septiembre de 1813
- Segundo período (fecha de elección)
  - 1 de octubre de 1813: Agustín José Donado
  - 29 de octubre de 1813: José de Amenábar

Final del 2° período: 8 de noviembre de 1813
- Tercer período (fecha de elección)
  - 21 de enero de 1814: Nicolás Laguna

Final del 3° período: 8 de febrero de 1814
- Cuarto período (fecha de elección)
  - 25 de agosto de 1814: Pedro Ignacio de Castro Barros

Final del 4° período: 31 de agosto de 1814
- Quinto período (fecha de elección)
  - 5 de enero de 1815: Juan Ramón Balcarce

Final del 5° período: 26 de enero de 1815

### Secretarios
Los dos diputados secretarios para el despacho de la Asamblea del Año XIII fueron designados por el Triunvirato el 31 de enero de 1813: Valentín Gómez e Hipólito Vieytes. Cuando Gómez renunció el 26 de octubre de 1813 fue reemplazado por Vicente López y Planes.

## Bicentenario
Para conmemorar el Bicentenario de la Asamblea del Año XIII, en Argentina se decretó feriado nacional, por única vez, el jueves 31 de enero de 2013.